# Бродський Лазар Ізраїльович

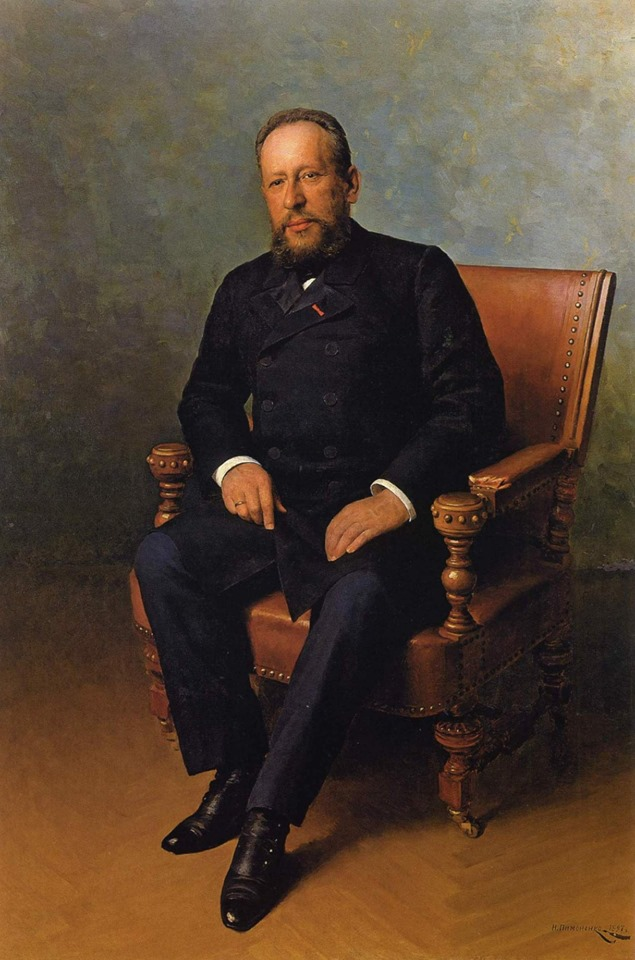
Портрет Лазаря Бродського роботи Миколи Пимоненка, 1897. Національний художній музей України, Київ

Бро́дський Ла́зар Ізраїльович  (26 серпня [7 вересня] 1848, Златопіль Київської губернії, тепер у складі м. Новомиргорода Кіровоградської області — 19 вересня [2 жовтня] 1904, Базель, Швейцарія) — підприємець єврейського походження родом з України, цукровий магнат, меценат і філантроп.

## Біографія
Лазар Бродський народився в родині єврейського підприємця Ізраїля Бродського і разом із братом Левом (Леоном) успадкував батьківський дуже успішний цукровий бізнес. Незважаючи на те, що Лазар Ізраїльович отримав лише домашнє виховання, завдяки природженим видатним здібностям він зумів поширити свою діяльність і на інші галузі промисловості. Очолив Олександрівське товариство цукрових заводів, яке контролювало більше чверті всього виробництва цукру в Російській імперії. Був засновником другого товариства пароплавства по Дніпру, членом Біржового комітету, практично акціонером усіх промислових підприємств, які виникали в Києві.
Лазар Бродський багато грошей витрачав на благодійність та будування. Збудував на свої кошти в Златополі чоловічу гімназію. Будучи найавторитетнішим діячем міської єврейської громади, на його кошти було утримано єврейську лікарню в Києві, заснував і очолив місцеве відділення Товариства для поширення освіти серед євреїв (1903); разом із братом Львом став у Києві фундатором початкового єврейського училища з ремісничим відділенням (1904). Також він фінансував побудову закладів загальноміського значення — Бактеріологічного інституту який, за словами М. О. Булгакова, нагадував заміський палац у дубовому гаю. Практично на його гроші (500 тисяч карбованців) 1912 року було побудовано Бессарабський критий ринок. В статуті Товариства для боротьби із заразними хворобами за наполяганням Л. Бродського було записано, що 6 % від щомісячного прибутку ринку має перераховуватися на вищеназване Товариство для утримання Бактеріологічного інституту. Сприяв розширенню акушерської клініки Київського університету (1900), брав діяльну участь у створенні Протитуберкульозного санаторію в Пущі-Водиці, підтримував розвиток трамвайного сполучення в місті. У 1892 році став одним з засновників акціонерного товариства Київського парового борошномельного млина, яке після його смерті було названо на його честь — Товариство «Лазар Бродський». Він постійно дбав про запровадження нових технологій у виробництві, про вдосконалення цукрового буряківництва; саме з цією метою став одним з головних спонсорів будівництва в Києві політехнічного інституту. Матеріально допоміг київському Товариству письменності у створенні Троїцького народного будинку (1902), на облаштування Будинку працьовитості та Міського музею (якого практично в Києві зараз немає). Його обирали гласним міської думи, запрошували для участі в обговоренні питання про врегулювання вугільної кризи на нараді при Міністерстві фінансів, надали звання комерції радника і нагородили різними відзнаками, як російськими, так і іноземними.
Саме коштом Лазаря Бродського було зведено Хоральну синагогу, найбільшу у Києві. Споруда була зведена у 1897—1898 році у власній садибі Лазаря Бродського. В 1900 році, на Всесвітній виставці в Парижі, Бродський отримав французький орден Почесного легіону за високу якість продукції своїх заводів. Помер 20 вересня 1904 року від цукрового діабету під час відпочинку в Базелі, Швейцарія. Був похований у сімейному склепі на Лук'янівському єврейському кладовищі Києва. Склеп не зберігся.

## Пам'ять
У Києві є вулиця Сім'ї Бродських. Названа на честь братів Лазаря та Лева Бродських.